# Manuel Torres (ur. 1991)
Manuel Torres Jiménez (ur. 5 stycznia 1991 w La Algabie) – hiszpański piłkarz występujący na pozycji pomocnika i napastnika w gibraltarskim klubie St Joseph’s F.C.. 

## Życiorys
Wychowanek Betisu. Seniorską karierę rozpoczynał w 2010 roku. Początkowo grał w rezerwach Villarrealu, Mallorki i FC Schalke 04. W 2013 roku podpisał kontrakt z Karlsruher SC. W 2. Bundeslidze zadebiutował 16 sierpnia w przegranym 1:2 meczu z Greuther Fürth. W 2015 roku uczestniczył w przegranych meczach barażowych z Hamburger SV o 1. Bundesligę. Torres był podstawowym zawodnikiem Karlsruher SC do końca 2016 roku, kiedy to doznał kontuzji uda, wykluczającej go z gry do końca sezonu. Następnie przeszedł do Greuther Fürth, w którym występował przez pół roku, rozegrawszy siedem meczów w pierwszej drużynie. Ogółem w barwach Karlsruher SC i Greuther Fürth wystąpił w 105 spotkaniach w 2. Bundeslidze, zdobywając 14 bramek. W styczniu 2018 roku został zawodnikiem AEL Limassol. W Protathlima A’ Kategorias zadebiutował 3 marca w przegranym 1:5 spotkaniu z Apollonem Limassol. Ze swoim klubem Torres zdobył w 2019 roku Puchar Cypru. Z AEL uczestniczył także w sezonie 2021/2022 w meczach Ligi Konferencji Europy z KF Vllaznia i Qarabağ FK. W najwyższej cypryjskiej klasie rozgrywkowej wystąpił łącznie w 95 meczach, zdobywając 11 goli. We wrześniu 2022 roku podpisał kontrakt z Wieczystą Kraków. 12 sierpnia 2025 został zawodnikiem St Joseph’s F.C. .

## Statystyki ligowe
| Sezon         | Klub                 | Liga                      | Mecze | Gole |
| ------------- | -------------------- | ------------------------- | ----- | ---- |
| 2010/2011 (j) | Villarreal CF B      | Segunda División          | 2     | 0    |
| 2010/2011 (w) | RCD Mallorca B       | Segunda División B        | 0     | 0    |
| 2011/2012     | FC Schalke 04 II     | Regionalliga              | 32    | 8    |
| 2012/2013     | FC Schalke 04 II     | Regionalliga              | 30    | 11   |
| 2013/2014     | Karlsruher SC        | 2. Bundesliga             | 27    | 4    |
| 2014/2015     | Karlsruher SC        | 2. Bundesliga             | 31    | 5    |
| 2015/2016     | Karlsruher SC        | 2. Bundesliga             | 30    | 5    |
| 2016/2017     | Karlsruher SC        | 2. Bundesliga             | 10    | 0    |
| 2017/2018 (j) | SpVgg Greuther Fürth | 2. Bundesliga             | 7     | 0    |
| 2017/2018 (w) | AEL Limassol         | Protathlima A’ Kategorias | 15    | 1    |
| 2018/2019     | AEL Limassol         | Protathlima A’ Kategorias | 12    | 3    |
| 2019/2020     | AEL Limassol         | Protathlima A’ Kategorias | 13    | 1    |
| 2020/2021     | AEL Limassol         | Protathlima A’ Kategorias | 32    | 5    |
| 2021/2022     | AEL Limassol         | Protathlima A’ Kategorias | 23    | 1    |
| 2022/2023     | Wieczysta Kraków     | III liga                  | 26    | 10   |
| 2023/2024     | Wieczysta Kraków     | III liga                  | 28    | 14   |
| 2024/2025     | Wieczysta Kraków     | II liga                   | 30    | 8    |